# 자본
다음은 자본(資本)에 관한 설명이다.

## 경제학
경제학에서 자본(資本, capital)은 매우 다양한 의미로 쓰이는 개념이다. 일반적으로는 축적된 부 즉 많은 양의 화폐나, 토지·공장과 같이 생산의 밑거름이 되는 생산 수단을 말한다. 또, 자본은 돈(인간의 노동을 구매할 수 있는 권한)을 더 많이 획득하고자 할 때 사용되는 부(인간의 노동을 구매할 수 있는 권한이 축적되어 있는 상태)를 말한다. 경제학 상의 자본에는 기본자본 · 부가자본(기본자본과 부가자본을 합하여 자기자본이라 함) 및 외래자본(타인자본)이 있는데, 이 중에서 법률(상법)상의 자본금에 해당하는 개념은 자기자본(순자산)만이다. 경제상의 개념인 부가자본은 대한민국 상법에서 준비금으로 규정하고 있으며(대한민국 상법 458조~461조), 외래자본 중 장기차입금의 일부는 상법에서 사채(社債)로 규정하고 있다(상 469조~516조의10).

### 화폐자본
동일한 자본이 그 순환과정 속에서 취하게 되는 세 가지 형태 중의 하나로서 그 자체가 독립된 하나의 자본은 아니다. 먼저 자본은 생산 과정에 들어가기 전에 유통 과정에서 화폐로서 존재하고 그것으로 생산수단이나 노동력이 구입되어야만 한다. 이 화폐로서 존재하는 자본이 화폐자본이며 이것이 생산 제 요소인 생산자본으로 전화(轉化)되어 생산과정을 거쳐 상품 자본이 된 뒤에 다시 유통과정에서 이전보다 큰 화폐자본으로서 회수되는 것이다.

## 법학
상법학에서, 자본 또는 자본금(stated capital, 독일어: Grundkapital)은  주식회사등의 기업을 설립할 때 투자자, 즉 주주들이 출자하는 금액을 기준으로 하여 계산한 일정한 액수를 말한다.

## 회계학
자본(equity)이란 주주로부터 조달된 자금을 말한다. 다른말로는 순자산이나 자기자본이라고도 한다.
기업이 경영활동을 해나가기 위해서 자금을 외부로부터 조달할 때, 기업이 은행과 같은 대여자로부터 자금을 빌리기도 하고, 주식시장에서 주식을 발행하여 자금을 조달하기도 한다. 이렇게 조달된 자금 중 대여자로부터 조달된 자금은 재무상태표의 부채(liabilities)로 표시되고, 주주로부터 조달된 자금은 자본(equity)로 표시된다.
일반적으로 채권자지분(부채)를 타인자본이라 하고, 주주지분(자본)을 자기자본 또는 소유주지분이라고 한다. 회계등식으로 나타내면 '자본 = 자산 - 부채'로 자산에서 부채를 차감한 잔여분을 의미한다. 국제회계기준에서는 자본이라는 용어 대신 지분상품(equity instrument)이라는 용어를 사용하면서 이를 기업의 자산에서 모든 부채를 차감한 후의 잔여지분을 나타내는 모든 계약으로 정의하고 있다. 또한 지분상품은 재무상태표의 자본에 표시되는 것으로 설명하고 있다.
재무상태표에 표시되는 자본에 대해서 한국채택국제회계기준에서 언급하고 있는 내용은 자본에 표시된 비지배지분, 지배기업의 소유주에게 귀속되는 납입자본과 적립금뿐이다(제1001호, 54-). 또한 납입자본과 적립금은 납입자본, 주식발행초과금, 적립금 등과 같이 다양한 분류로 세분화한다(K-IFRS 제1001호.78).
법률적 관점에서 자본의 분류: 자본을 법정자본과 잉여금.
법정자본(legal capital)은 자본금(capital stock)이라고도 불리는 것으로 채권자를 보호하기 위해서 회사가 보유하여야 할 최소한의 기준액 또는 담보액을, 잉여금(surplus)은 전체주주지분 중 법정자본인 자본금을 초과하는 부분을 의미한다.
경제적 관점에서 자본의 분류: 불입자본과 유보이익(이익잉여금).
불입자본(contriuted capital 또는 paid-in capital)은 주주가 기업에 불입한 금액으로 자본금(1주당 액면금액 ×발행주식수)에 주식발행초과금을 가산하거나 주식할인발행차금을 차감한 금액을, 유보이익(earned capital) 또는 이익잉여금(retained earnings)은 기업활동에 의해 창출된 이익 중에서 사외로 유출되지 않고 사내에 유보된 부분을 의미한다.

자본의 분류
| 성격         | 일반기업회계기준   | 세부 계정 |
| ------------ | ------------------ | --- |
| 납입자본     | 자본금             | 보통주자본금, 우선주자본금 |
| 납입자본     | 자본잉여금         | 주식발행초과금, 기타자본잉여금(감자차익, 자기주식처분이익 등)                                                                                       |
| 기타자본요소 | 자본조정           | ①차감계정에 자기주식, 감자차손, 자기주식처분손실, 주식할인발행차금, 배당건설이자 ②가산계정에 미교부주식배당금, 출자전환채무, 주식매수선택권이 있다. |
| 기타자본요소 | 기타포괄손익누계액 | 매도가능증권평가손익, 재평가잉여금, 해외사업환산손익, 현금흐름위험회피파생상품평가손익 등                                                           |
| 이익잉여금   | 이익잉여금         | ①일반적립금(기처분이익잉여금):법정적립금, 임의적립금, ②미처분이익잉여금(미처리결손금)                                                               |

거래유형으로 보면 자본금, 자본잉여금, 자본조정은 자본거래(자산 또는 부채의 증감으로 인하여 소유주지분의 변동을 발생시키는 거래 중에서 기업과 소유주간 거래에서 발생한 자본거래), 기타포괄손익누계액, 이익영여금은 손익거래(자산 또는 부채의 증감으로 인하여 소유주지분의 변동을 발생시키는 거래 중에서 기업과 소유주간 자본거래를 제외한 거래)에 해당한다.

## 같이 보기
- 자본이득(영어판)
- 자본이득세(en:Capital gains tax, CGT)
- 자본시장통합법
- 금산분리법